# پادشاه گودونگ
گئودئونگ گایا، همچنین گئودئونگ وانگ، دومین پادشاه گایا، یک کنفدراسیون از فرماندهی‌هایی در جنوب شبه‌جزیره کره بود. او پسر پادشاه سورو و همسرش ملکه هئوانگوک بود. پس از او پسرش ماپوم گئومگوان گایا بر تخت نشست.